# Jegor Ivanovič Zolotarjov
Jegor Ivanovič Zolotarjov (rusky Егор Иванович Золотарёв; 31. březnajul./ 12. dubna 1847greg. Petrohrad – 7.jul./ 19. července 1878greg. tamtéž) byl ruský matematik aktivní zejména v oblasti teorie čísel, zejména algebraické teorie čísel. Kromě toho pracoval v oblasti kvadratických forem a eliptických integrálů.
Narodil se do rodiny obchodníka a posluchačem Petrohradské univerzity se stal už v roce 1863. Od roku 1864 byl řádným studentem a mezi jeho učitele patřili Osip Ivanovič Somov, Pafnutij Lvovič Čebyšev a Alexandr Nikolajevič Korkin. V listopadu 1867 obhájil kandidátskou práci a již deset měsíců poté habilitoval, čímž získal možnost vyučovat na univerzitě.
Zahynul poměrně mladý na sepsi poté, kdy ho na nádraží ve městě Carskoje Selo srazil vlak.